# Нур Мухаммади
Нур Мухаммади́ (перс. نور محمدى‎ — свет Мухаммада) — учение о предсуществовании души пророка Мухаммада. От этой души в виде плотной светящейся точки произошли все предопределённые души. Доктрина света Мухаммада связана с учением о «божественном свете» (нур).

## Происхождение
Происхождение этой доктрины связано со «светлым аятом» Корана:

|  | Аллах – Свет небес и земли. Его свет в душе верующего подобен нише, в которой находится светильник. Светильник заключен в стекло, а стекло подобно жемчужной звезде. Он возжигается от благословенного оливкового дерева, которое не тянется ни на восток, ни на запад. Его масло готово светиться даже без соприкосновения с огнём. Один свет поверх другого! Аллах направляет к Своему свету, кого пожелает. Аллах приводит людям притчи, и Аллах знает обо всякой вещи. |
Оригинальный текст (ар.) اللَّهُ نُورُ السَّمَاوَاتِ وَالْأَرْضِ ۚ مَثَلُ نُورِهِ كَمِشْكَاةٍ فِيهَا مِصْبَاحٌ ۖ الْمِصْبَاحُ فِي زُجَاجَةٍ ۖ الزُّجَاجَةُ كَأَنَّهَا كَوْكَبٌ دُرِّيٌّ يُوقَدُ مِنْ شَجَرَةٍ مُبَارَكَةٍ زَيْتُونَةٍ لَا شَرْقِيَّةٍ وَلَا غَرْبِيَّةٍ يَكَادُ زَيْتُهَا يُضِيءُ وَلَوْ لَمْ تَمْسَسْهُ نَارٌ ۚ نُورٌ عَلَىٰ نُورٍ ۗ يَهْدِي اللَّهُ لِنُورِهِ مَنْ يَشَاءُ ۚ وَيَضْرِبُ اللَّهُ الْأَمْثَالَ لِلنَّاسِ ۗ وَاللَّهُ بِكُلِّ شَيْءٍ عَلِيمٌ

—  24:35 (Кулиев)
Аллегорическое трактование «светлого аята» у шиитов подобно платоновскому учению об эманации.

## Развитие
Впервые идея света Мухаммада была сформулирована в среде «крайних» шиитов в VIII веке. Они истолковали «пророческий свет» как «дух», который предшествовал остальному творению и переходящий последовательно от одного божественного избранника к другому. Шииты-имамиты, исмаилиты и нусайриты подразумевали распространение света Мухаммада в роду Али ибн Абу Талиба.
В суннитской среде идея «света» сначала формируется в трудах таких ранних суфийских авторов как Сахл ат-Тустари и аль-Хаким ат-Тирмизи. Известный теоретик суфизма Ибн Араби связывал свет Мухаммада с концепцией предвечного существования «истины Мухаммада» (хакика Мухаммадия).
Согласно народной легенде тело пророка Мухаммада создано из горсти райской земли, смоченной водой райского источника Тасним и благодаря этому оно сияет как жемчуг.